# Georges Sabbagh
Pour les articles homonymes, voir Sabbagh.
Georges Hanna Sabbagh, né le 18 août 1887 à Alexandrie et mort le 9 décembre 1951 à Paris, est un peintre français d'origine égyptienne.

## Biographie
Georges Sabbagh est né en Égypte dans une famille syro-libanaise chrétienne et aisée. En 1897, il prend ses premiers cours de dessin au Caire. En 1906, il poursuit ses études à Paris où il habite chez sa sœur aînée. En 1910, il suit les cours de l'Académie Ranson où il a pour maîtres Maurice Denis, Paul Sérusier et Félix Vallotton. En 1914, il s'engage dans l'armée britannique pour la durée de la guerre.
Le 3 janvier 1916, il épouse à Paris 16e Agnès Humbert, fille du sénateur Charles Humbert, avec qui il aura deux fils : Jean Sabbagh, qui deviendra contre-amiral de la Marine nationale, et Pierre Sabbagh, le futur homme de télévision.
Du 10 au 31 décembre 1917, première exposition à Paris à la galerie Chéron. Il peint aussi à Perros-Guirec où il séjourne en été de 1916 à 1936 et fait construire une maison Djeser Ka Ra en 1933 à Ploumanac'h. En 1925, il y a d'ailleurs acheté un cotre de Carantec qui porte les prénoms de ses deux fils Jean-Pierre et avec lequel il régate. Il séjourne également en automne à Crozant dans le Limousin et peint là de nombreux paysages le rattachant à l'École de Crozant. En 1920, il retourne en Égypte, pour la première fois depuis son arrivée à Paris, pour l'inhumation de sa mère.
En 1920 et 1921, des portraits Les Sabbagh à La Clarté, Les Sabbagh à Paris et un nu Le nu à la fourruresont les pôles d'attraction du Salon d'automne et du Salon des indépendants.
Il expose à Paris chez Bernheim, Druet et Weill de 1920 à 1936, puis en Belgique, en Égypte et en Suisse.
En 1927, c'est la consécration avec L'Allégorie du bain et le début d'une série de missions officielles en Égypte pour le compte du secrétariat d'État aux Beaux-Arts. En novembre 1928 il est à la galerie Allard et en 1929 il ouvre un atelier au Caïre à côté du musée. La même année, il est fait chevalier de la Légion d'honneur, puis obtient la nationalité française en 1930.
En 1933, Georges Sabbagh est nommé président de la section peinture du Salon d'automne. En 1936, il fait un voyage au Liban dans la région de Hammana. Le 18 juin 1937, il divorce et réside en Égypte, de 1936 à 1945. En 1946, il est commissaire général d'une exposition nationale regroupant à Alger les œuvres des collections françaises de plusieurs musées orientaux.
En avril 1951, il expose à la galerie Motte à Genève et fait une dernière exposition à Paris où il meurt subitement à l'âge de 64 ans en son domicile dans le 7e arrondissement.

## Musées

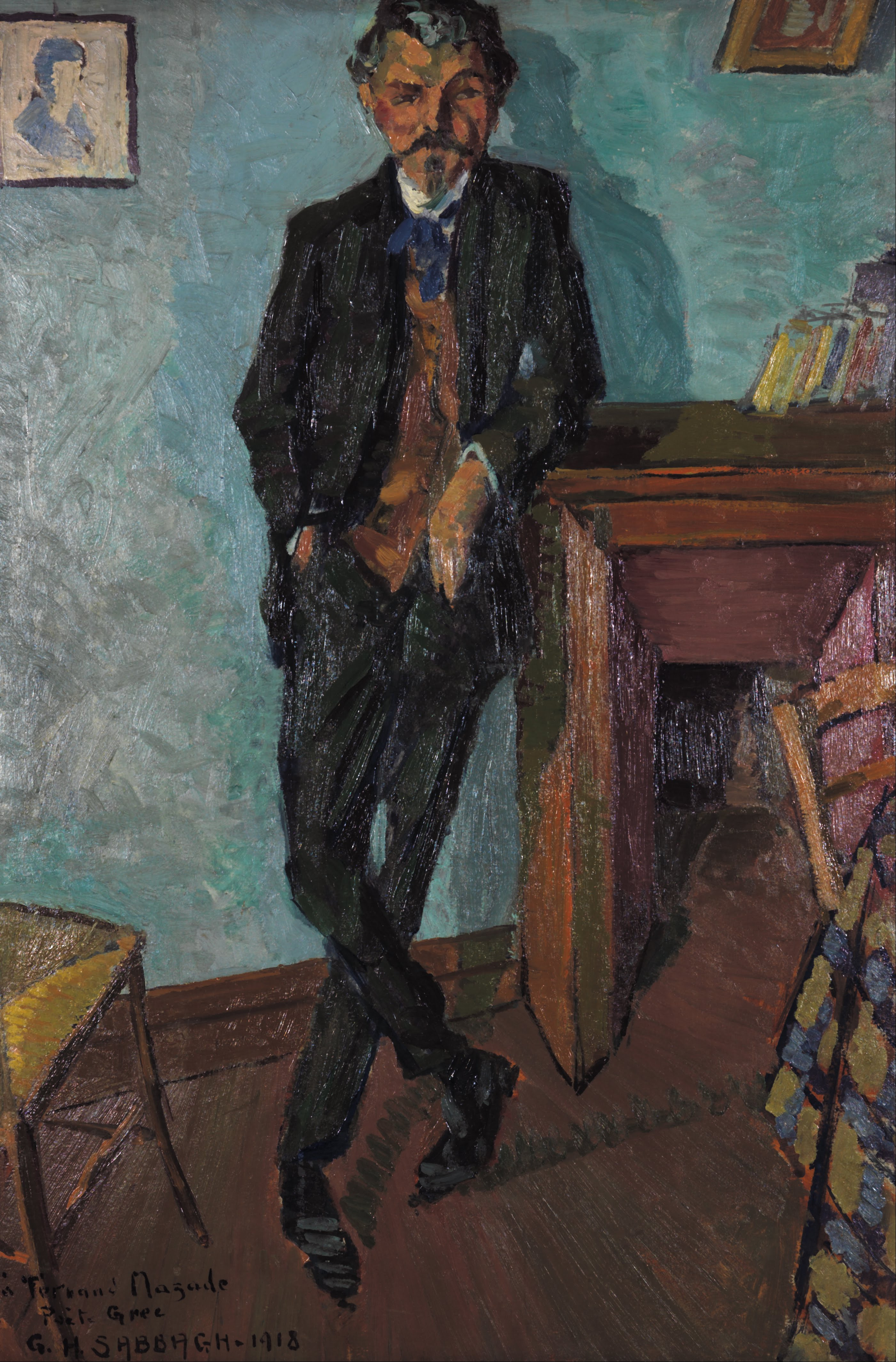
Fernand Mazade, poète grec.

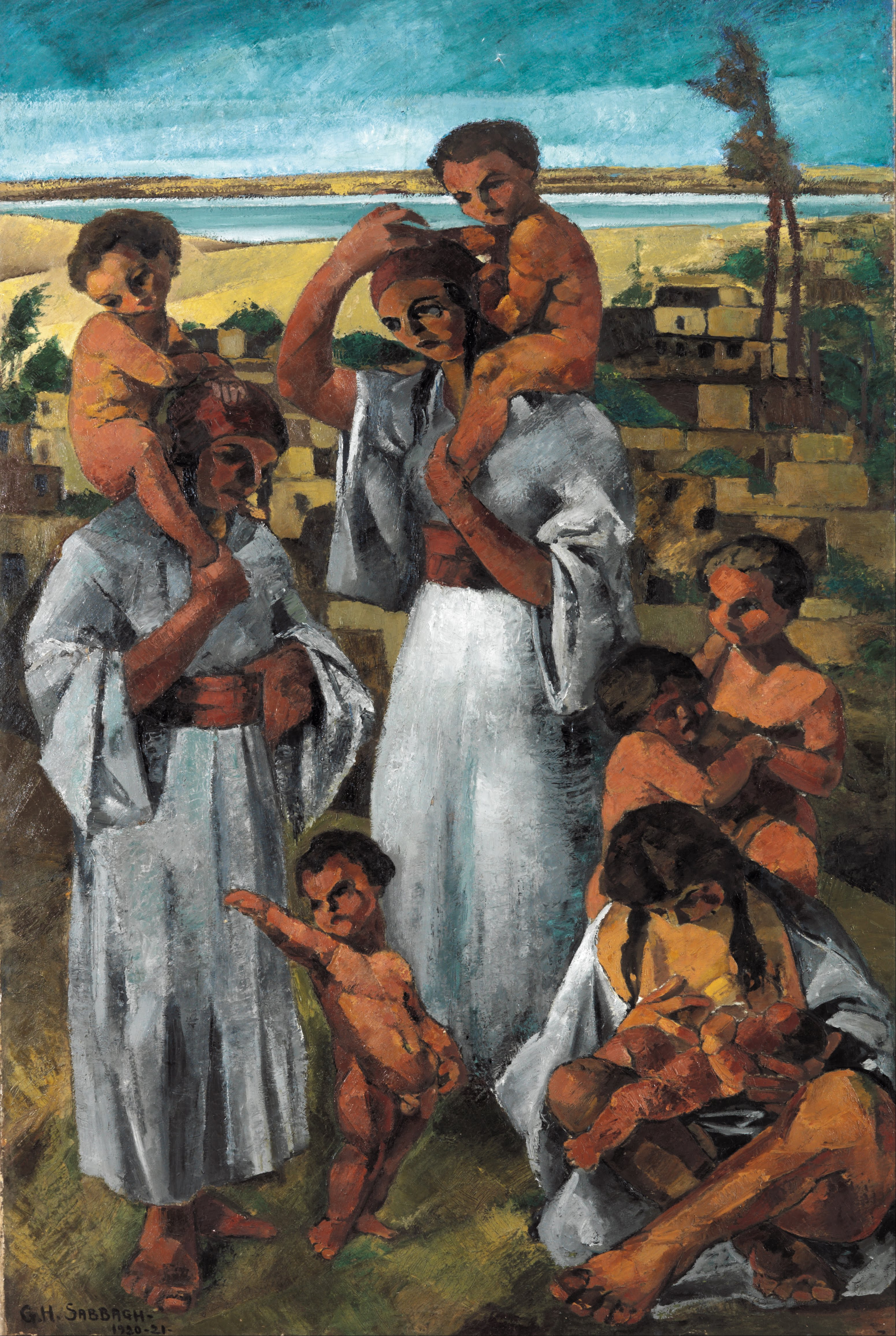
Maternités arabes.

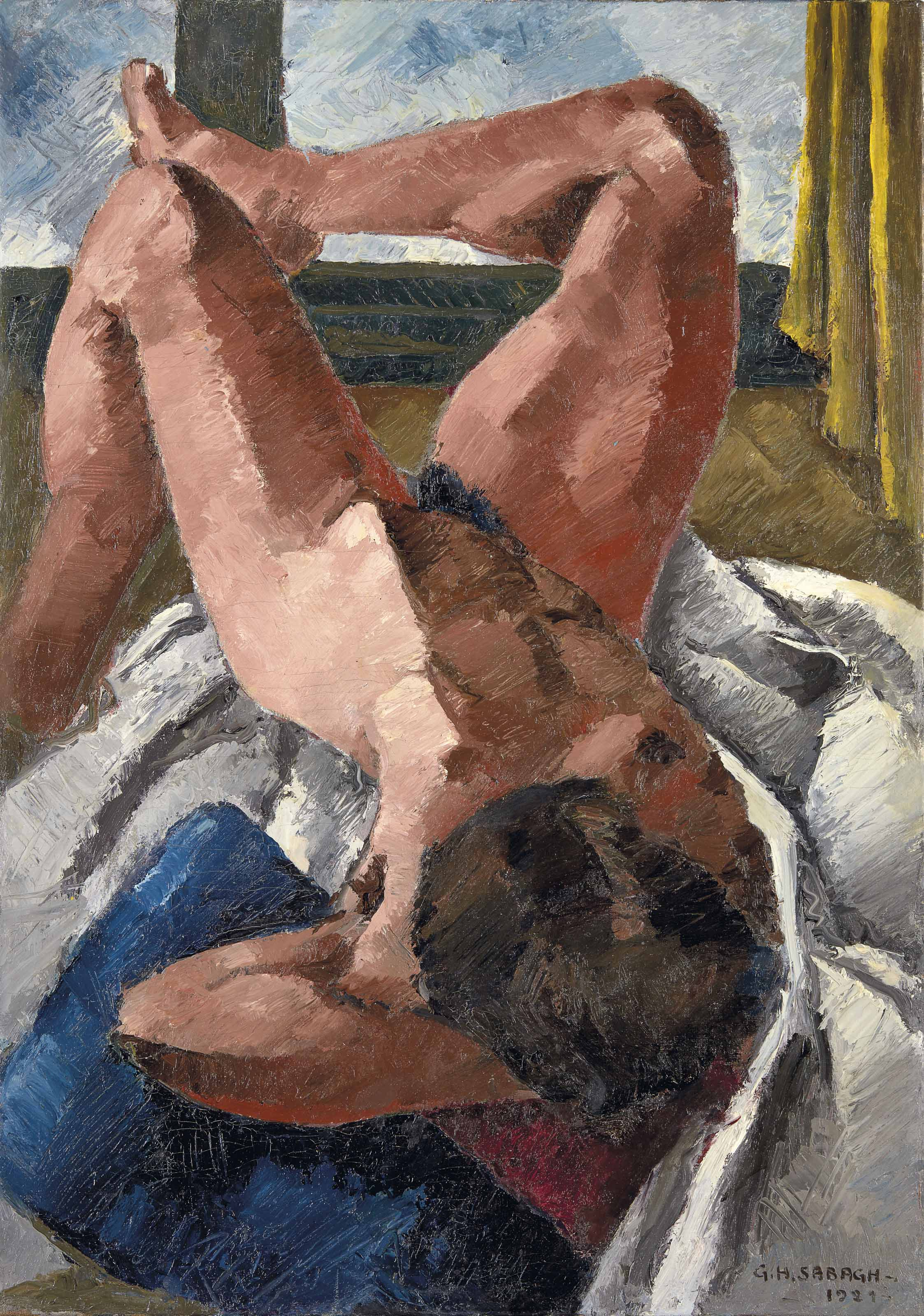
Nu allongé.

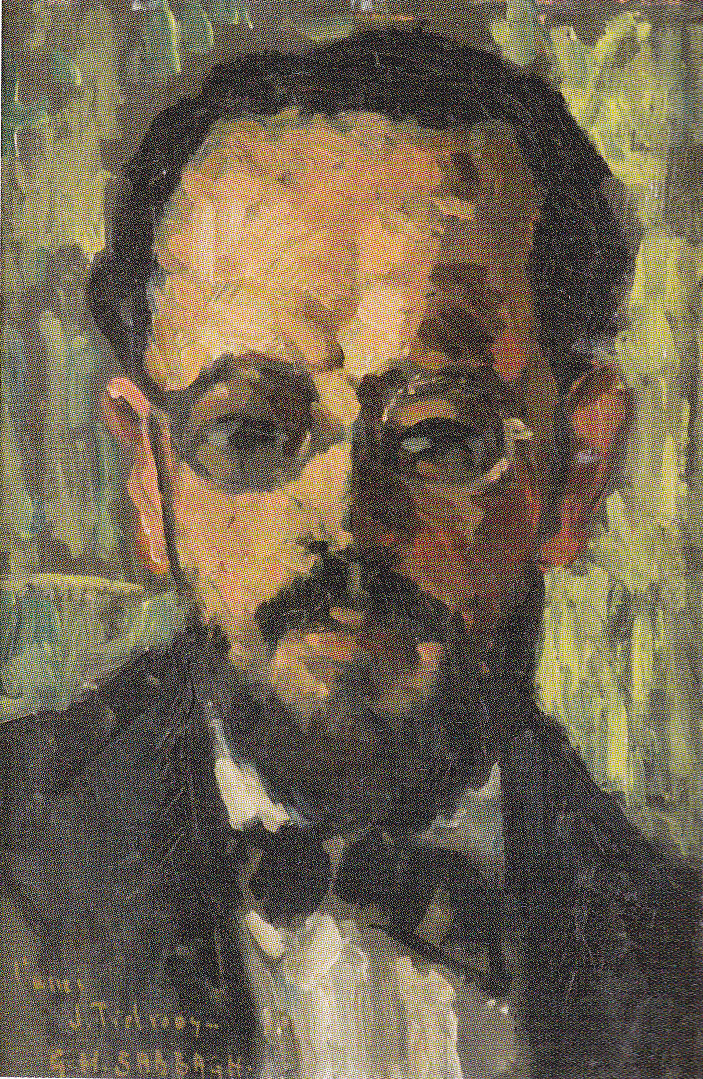
Portrait de Johannes Tielrooy.

- Fernand Mazade, 1918, Mathaf : Musée arabe d'art moderne, Doha
- Allégorie de la paix, 1918, Musée de la Princerie, Verdun
- Synthèse de Ploumanac'h, 1920, Musée départemental de l'Oise, Beauvais[15]
- La chapelle de la Clarté, 1920, Musée des Années Trente, Boulogne-Billancourt
- Les Sabbagh à la Clarté, 1920, Musée national d'art moderne, Paris[16]
- La robe bleue, 1920, Musée départemental Maurice-Denis « Le Prieuré », Saint-Germain-en-Laye
- Maternités arabes, 1920-1921, Mathaf: Musée arabe d'art moderne, Doha
- Les Sabbagh à Paris, 1921, Musée de Grenoble[17]
- Le nu à la fourrure, 1921, Musée des Années Trente
- Portrait de Johannes Tielrooy, 1921, Nederlands Letterkundig Museum, La Haye
- Vénus Anadyomène, 1922, Musée des Années Trente
- L'Été, 1922, Musée des Années Trente
- Le jugement de Pâris, 1923, Musée de Rio de Janeiro
- Nu à la vague, 1925, Centre Pompidou, Paris[18]
- La Creuse de Crozant, 1925, Mairie de Crozant
- Assouan, 1930, Musée d'art moderne, Le Caire
- Le couvent copte de Saint-Siméon, 1930
- Marine, 1931, Musée d'art moderne André-Malraux, Le Havre